# Nucleo elicotteri della provincia autonoma di Trento
Il nucleo elicotteri Vigili del fuoco della provincia autonoma di Trento è un reparto di volo certificato ENAC equipaggiato con elicotteri che svolge svariati compiti fra cui il primo soccorso con elicotteri (HEMS) coordinato da Trentino Emergenza 118/CUE 112, antivalanga, antincendio, trasporto materiali e persone in quota, operazioni di protezione civile ed altri servizi commissionati dalla provincia autonoma di Trento. L'organizzazione è pubblica e fa capo al Servizio Antincendi e Protezione Civile della Provincia Autonoma di Trento. Il nucleo elicotteri si occupa anche di operazioni di manutenzione degli aeromobili.
Il nucleo elicotteri fa parte del servizio antincendi e protezione civile del dipartimento protezione civile, foreste e fauna della provincia autonoma di Trento. 

## Storia

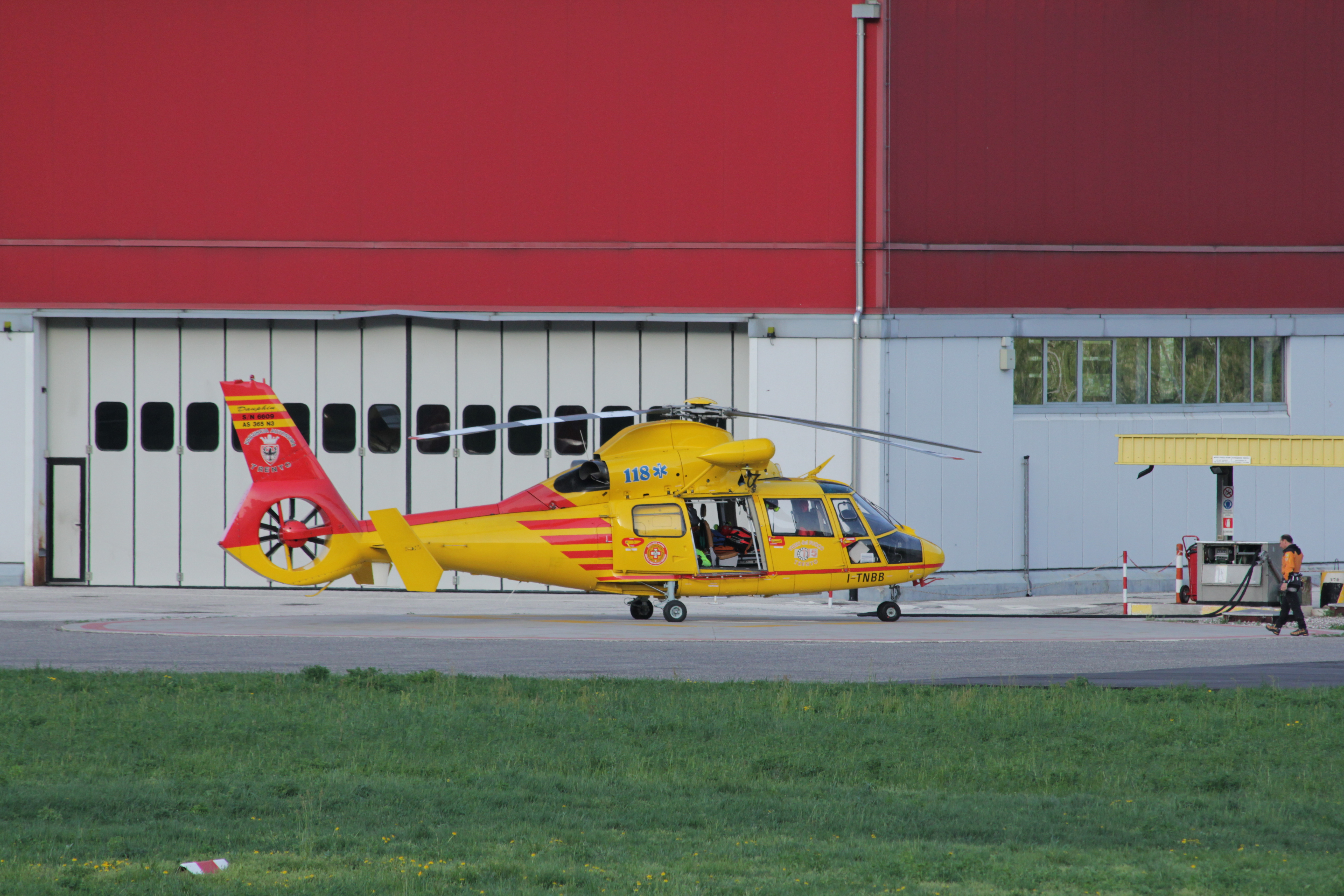
AS.365N-3 "Dauphin" versione eliambulanza nell'Aeroporto di Trento-Mattarello, nel 2011, in seguito radiato.

Nel 1959 la provincia autonoma di Trento decide di dotarsi di un gruppo di volo di elicotteri per svolgere compiti di soccorso, protezione civile e trasporto di personale e materiale ai rifugi alpini non dotati di collegamenti con il fondovalle.

## Elicotteri in servizio
| Elicottero                                           | Origine        | Tipo                       | Versione (nome locale) | In servizio (2024) | Note | Immagine   |
| Elicotteri                                           | Elicotteri     | Elicotteri                 | Elicotteri             | Elicotteri         | Elicotteri | Elicotteri |
| ---------------------------------------------------- | -------------- | -------------------------- | ---------------------- | ------------------ | --- | ---------- |
| Eurocopter AS 350 Écureuil / Airbus Helicopters H125 | Francia        | elicottero trasporto medio | H125 Ecureil           | 3                  | 2 AS350 B3 consegnati, I-TNAA e I-TNLD, quest'ultimo precipitato, danneggiandosi irreparabilmente in fase di atterraggio di emergenza il 2 luglio 2021. Due nuovi H125 consegnati a Maggio 2024 (I-MRML e I-CRLT) in sostituzione dell'esemplare a noleggio e dell'AS350 B3 I-TNAA ancora in servizio. |            |
| AgustaWestland AW139                                 | Italia         | HEMS-HHO                   | AW139                  | 1                  | 2 AW139 consegnati in configurazione sanitaria, I-TNDD; I-TNCC I-TNCC, Danneggiato irreparabilmente in un incidente il 5 marzo 2017. |            |
| Airbus H145                                          | Unione europea | HEMS-HHO                   | H145                   | 2                  | 2 H145 in configurazione sanitaria consegnati a giugno 2023 e operativi dalla seconda metà di luglio. I-CBAS e I-PBOE (in riferimento al Piz Boè e al Campanile Basso). |            |

## Elicotteri radiati
- Sud-Aviation SA 316 Alouette III (I-SINE)
- Airbus Helicopters AS365 Dauphin (I-TNBB e I-PATE)
- Agusta-Bell AB47J Ranger (I-TREJ)
- Agusta-Bell AB47J 3B1 Super Ranger (I-TRED e I-TRJE)
- Aérospatiale SA 315B Lama (I-PELL, I-PATI, I-ALPU e I-ROEN)

## Personale operativo e amministrativo
Fanno parte del nucleo operativo quindici piloti, quindici tecnici di cui quattro coadiutori di volo, dieci impiegati e un accountable manager.
Il responsabile operativo è il comandante Piergiorgio Rosati, mentre il responsabile amministrativo con funzione di accountable manager e della certificazione è l'Ingegner Daniele Gosetti.

## Compiti istituzionali
Le attività di volo sono costituite per più del sessanta percento da operazioni di soccorso, dei quali circa il quarantotto percento primario e il quindici percento secondario; circa il quindici percento dei voli è compiuto per attività del nucleo elicotteri, circa il quattordici percento per la Provincia autonoma di Trento, circa il sei percento per enti pubblici, circa il due percento per i vigili del fuoco mentre meno dell'uno percento di interventi sono per incendi boschivi.

### Emergenza medica

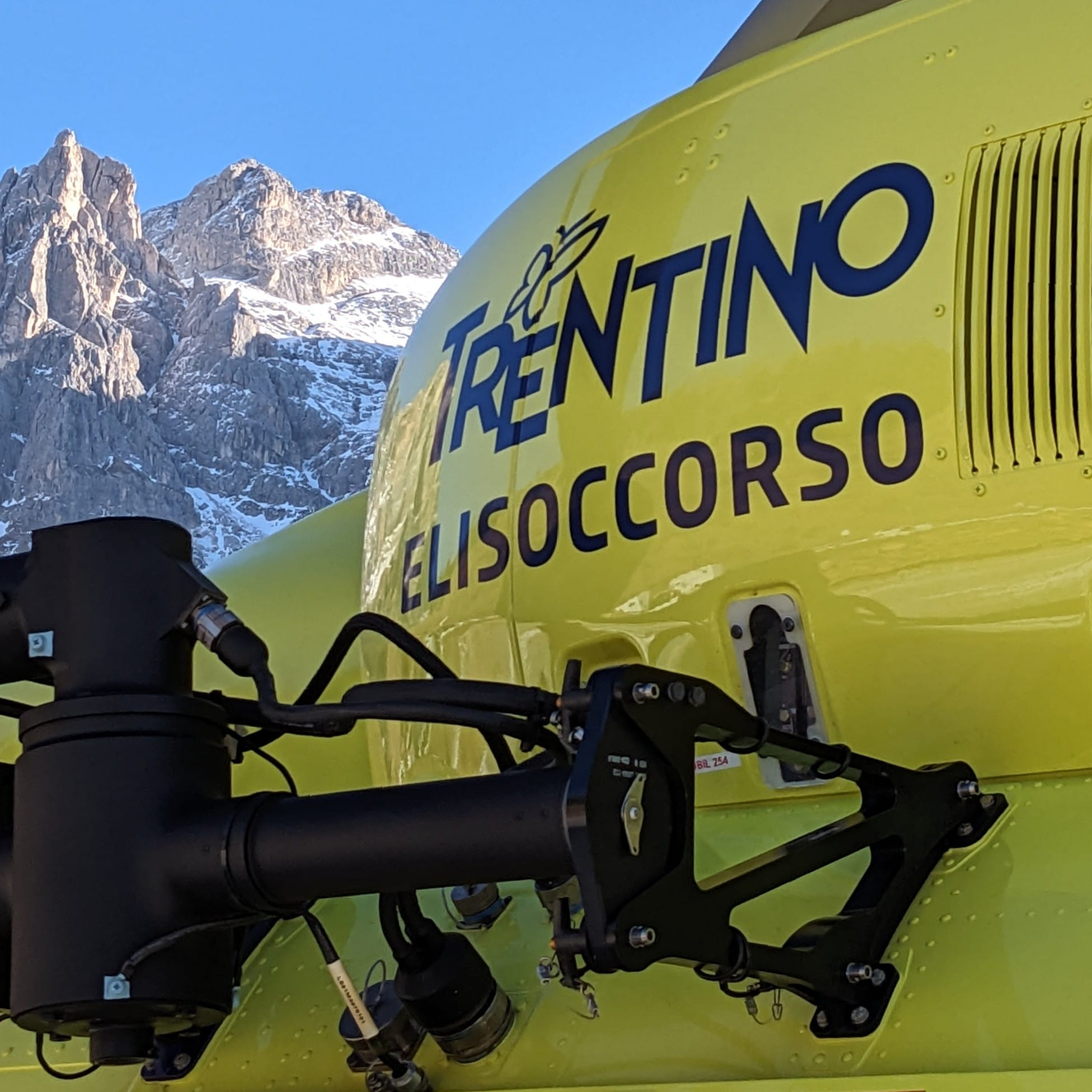
Dettaglio di I-PBOE nella piazzola di San Martino di Castrozza, con sullo sfondo le Pale di San Martino.

Il servizio di elisoccorso è coordinato da Trentino Emergenza 118, e garantisce il raggiungimento di qualsiasi zona della regione in un massimo di quindici minuti. Il personale sanitario è composto da quindici medici anestesisti/rianimatori e tredici infermieri, tutti con certificazione HEMS, SAR e HHO; sono al servizio anche diciannove tecnici dell'elisoccorso del CNSAS della delegazione di Trento, quindici unità cinofile addestrate ad operazioni con elicotteri e unità SAF dei vigili del fuoco.

### Antincendio
Il servizio antincendio è svolto in collaborazione con il corpo permanente dei vigili del fuoco della Provincia autonoma di Trento che decide l'impiego degli elicotteri in particolare in quei casi in cui il sito sia di difficile accesso da parte delle unità terrestri. In questi casi l'elicottero antincendio viene equipaggiato con un Bambi Bucket di circa mille litri di capacità e può rifornirsi di acqua in bacini naturali o in vasche predisposte.

### Antivalanga
In caso di condizioni meteorologiche che possono favorire la formazione di valanghe, gli "Ecureuil" possono essere equipaggiati con delle campane detonanti, le campane Daisybell, in grado di smuovere gli strati superficiali della neve e creare valanghe in situazioni controllate.  Le operazioni sono svolte dai nivologi del Servizio Prevenzione richie e CUE .

### Trasporto
Il servizio di trasporto persone e materiali è stato il primo ad essere svolto, in particolare per il rifornimento dei rifugi ad alta quota non serviti da collegamenti carrabili con il fondovalle e il relativo recupero dei rifiuti. Il servizio prevenzioni rischi e meteorologico si avvale degli elicotteri per raggiungere le centraline di rilevamento per operazioni di routine o di manutenzione.

## Attrezzature

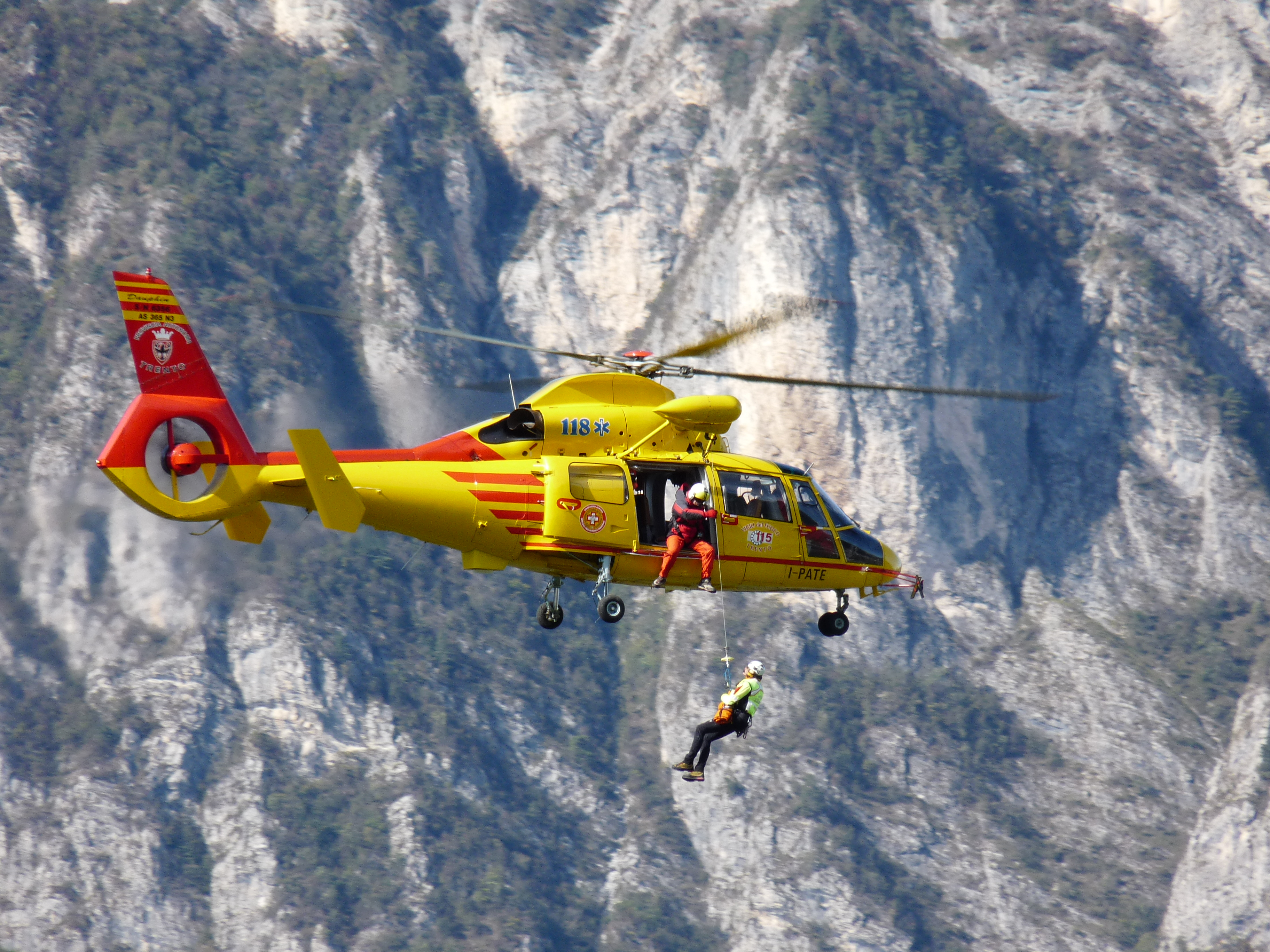
L'elicottero immatricolato I-PATE durante un'esercitazione in Trentino.

Il nucleo aveva storicamente a disposizione due Eurocopter AS350 B3 Écureil marche I-TNLD e I-TNAA, di cui I-TNLD è stato danneggiato irreparabilmente in un incidente nel Luglio 2021. Due Eurocopter SA365 N3 Dauphin marche I-TNBB e I-PATE erano a disposizione, ma quest'ultimo è stato venduto all'asta in Germania per servizio HEMS. Nel 2011 sono stati introdotti anche due AgustaWestland AW139 per servizio HEMS (I-TNCC e I-TNDD, il primo fu irreparabilmente danneggiato in un incidente il 5 marzo 2017). Da luglio 2023 entreranno in servizio due nuovi Airbus Helicopters H145 di proprietà (marche I-PBOE e I-CBAS) per servizio HEMS , che sostituiranno il vecchio Dauphin I-TNBB (anch'esso di proprietà e ritirato dalla airbus secondo contratto di appalto di acquisto degli H145 ) e un AW139 a noleggio (marche I-VLTN). Pertanto, da agosto 2023 in poi saranno in servizio tre elicotteri per servizio HEMS, i due nuovi H145 (I-PBOE e I-CBAS) e un AW139 (I-TNDD). 
L'attrezzatura medica in dotazione consente di intervenire anche in ambienti particolarmente difficili e di compiere alcune operazioni di primo soccorso già a bordo dell'eliambulanza. Questa attrezzatura è composta in particolare da set di intubazione, presidi per infusione e di medicazione, farmaci per l'urgenza, attrezzature varie per l'immobilizzazione, monitor defibrillatore e assi spinali di tipo tradizionale e in carbonio ripiegabili e radiotrasparenti e da attrezzature specifiche per il recupero e il trasporto degli infortunati.
Per le attività antincendio il nucleo dispone di tre benne antincendio Bambi Bucket e due benne antincendio rigide tipo Chadwick. 
Per il servizio antivalanga viene utilizzata una campana Daisybell in cui viene creata un'onda d'urto miscelando idrogeno ed ossigeno, contenuti in due bombole separate. 
Fra le altre attrezzature per il trasporto di materiali troviamo tre benne per cemento e varie tipologie di reti e corde.
Per la manutenzione e il controllo dello stato operativo degli aeromobili vengono utilizzati sistemi di bilanciamento e di equilibratura dei rotori, sistemi di controllo dei componenti del pilota automatico e attrezzatura di verifica circuiti anemobarometrici.

## Piazzole ospedaliere

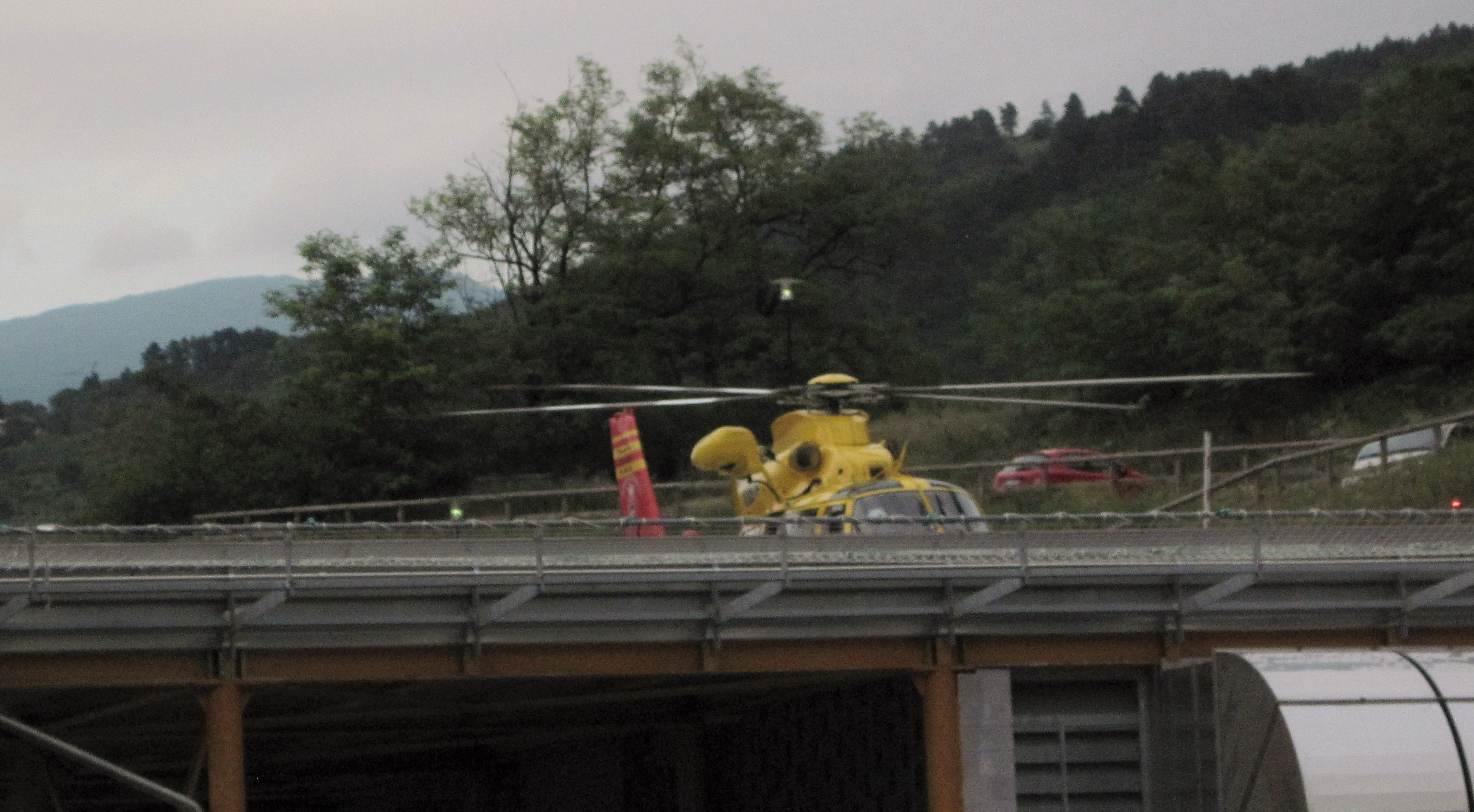
Decollo in ore serali di un elicottero di 118 Trentino Emergenza dall'Ospedale Santa Maria del Carmine di Rovereto.

Tutti i principali ospedali della Provincia di Trento dispongono di un'elisuperficie abilitata anche al volo notturno, a partire dai due nosocomi di Trento e di Rovereto.

## Incidenti

### Incidente del 5 marzo 2017
Il 5 marzo 2017 l'elicottero AW139 marche I-TNCC ha subito un incidente durante una missione di soccorso in favore di alcuni alpinisti rimasti coinvolti in una valanga nei pressi del Monte Nambino, vicino a Madonna di Campiglio. L'elicottero si è rovesciato durante le fasi di sbarco col verricello del personale di soccorso. L'incidente ha causato il ferimento del medico di bordo. Tra le possibili cause dell'incidente vi è l'effetto "whiteout", effetto che è somma della nebbia e della neve alzata dal flusso d'aria dell'elicottero che rende impossibile vedere l'orizzonte o altri punti di riferimento al suolo con conseguente perdita sia dell'orientamento sia della corretta percezione dello spazio.
L'elicottero incidentato è stato recuperato l'8 marzo da un elicottero Erickson S-64 f del Corpo Nazionale Vigili del Fuoco. Dal Monte Nambino l'AW139 è stato trasportato nel piazzale del campo da calcio di Dimaro, dove è stato adagiato direttamente su un semirimorchio dei Vigili del Fuoco Permanenti di Trento. Da qui l'elicottero è stato trasportato presso la sede del Nucleo Elicotteri all'Aeroporto Caproni di Trento. Proprio nei giorni dell'incidente del Monte Nambino l'altro AW139 in dotazione al nucleo (marche I-TNDD) si trovava in manutenzione, quindi il Nucleo si è trovato a dover operare temporaneamente con il solo AS365 Dauphin I-TNBB. Per sopperire alla mancanza del secondo elicottero, dal 17 maggio al 18 giugno 2017 entra temporaneamente a far parte della flotta un elicottero noleggiato dalla società Elifriulia: un Airbus Helicopters H145 (marche I-MAKE).
Successivamente è stato noleggiato un AW-139, marche I-NOST, dalla società AIRGREEN, sempre con il compito di sostituire l'elicottero danneggiato. 

### Incidente del 2 luglio 2021
Il 2 luglio 2021 l'elicottero Écureil As 350 (modello AS350B3, marche I-TNLD) ha subito un incidente mentre rientrava da una missione poco dopo le ore 19.30. Secondo le prime ricostruzioni, l'aeromobile ha effettuato un atterraggio di emergenza mentre era in circuito per l'atterraggio nell'aeroporto di Trento, sede del nucleo elicotteri. Lo schianto è avvenuto in un'area verde nei pressi di via Fersina nel comune di Trento ed ha comportato la completa rottura della coda dell'aeromobile. A bordo dell'elicottero vi erano due persone, il pilota e un tecnico, i quali sono stati soccorsi in un primo momento da passanti e poi trasferiti all'ospedale Santa Chiara di Trento; le loro condizioni di salute risulterebbero serie, ma entrambi sarebbero fuori pericolo di vita. La procura di Trento, coadiuvata da tecnici dell'Agenzia Nazionale per la Sicurezza del Volo, hanno aperto un'indagine per appurare le cause dell'incidente e il relitto è stato rimosso e posto sotto sequestro. Per ovviare alla mancanza del mezzo incidentato, e fino alla consegna del nuovo elicottero da lavoro, è stato disposto il noleggio di un ulteriore Airbus Helicopters H125 Ecureil denominato I-MGCM, tramite la società E+S Air Srl / Helica SRL. Successivamente, nel Luglio 2023 la Provincia Autonoma di Trento ha aggiudicato ad Airbus Helicopters un nuovo bando per la fornitura di nuovi elicotteri da lavoro H125, per un valore complessivo di 7.155.650,00 €. I due elicotteri vanno a sostituire il primo AS350B3 (I-TNAA) e il secondo esemplare a noleggio (I-MGCM). I due nuovi esemplari sono stati consegnati a Maggio 2024 con la denominazione I-MRML (con riferimento alla Marmolada) e I-CRLT (Con riferimento al Carè Alto) .

### Incidente del 23 settembre 2021
Il 23 settembre 2021 alle ore 2 un elicottero AgustaWestland AW139 (I-NOST) ha perso il portellone laterale poco dopo essere decollato da una piazzola di sosta presso Folgaria per rientrare a Trento con un paziente in fase di trasferimento. La perdita del portellone si è verificata circa 1 minuto dopo il decollo dell'aeromobile e non ha causato alcun danno a persone. La causa del distacco è in fase di accertamento, ma con ogni probabilità sembra essere attribuibile ad un guasto meccanico. Dato che in questo periodo il secondo elicottero AgustaWestland AW139 (I-TNDD) è in fase di manutenzione, diverse testate giornalistiche e un intervento del consigliere regionale De Gasperi in consiglio regionale, sottolineano la criticità che ne consegue dall'incidente: l'intera provincia di Trento si trova temporaneamente con un solo mezzo a disposizione, ovvero l'Eurocopter SA365 N3 Dauphin, con alle sue spalle oltre 19 anni di servizio. Vista la situazione, la provincia autonoma di Trento ha approntato un appalto da 25.264.940 milioni di euro per l'acquisto di due nuovi mezzi, in modo da sopperire alla recente perdita dell'Écureil As 350 (I-TNLD) avvenuta il 2 Luglio 2021 a seguito di un incidente e dell'oramai imminente pensionamento del Eurocopter SA365 N3 Dauphin (I-TNBB).